# روح الله زم
روح الله زم أو روح الله زام (27 يوليو 1978 في طهران - 12 ديسمبر 2020 في طهران) هو ناشط وصحفي إيراني ولد في يوم 27 يوليو 1978 في طهران لعائلة دينية، هاجر إلى فرنسا بعد احتجاجات 2009. اشتهر بإنشائه لقناة على تلغرام باسم أمادانيوس ونشط بنقل أحداث الاحتجاجات الإيرانية 2017–18. ذكرت وسائل إعلام قيام السلطات العراقية باعتقاله في مطار بغداد وتسليمه إلى الحرس الثوري الإيراني أثناء زيارته لأربعينية الحسين. وأُعدم يوم 12 ديسمبر 2020.

## سيرة شخصية
ولد روح الله زم في عائلة من رجال الدين في طهران عام 1978. والده، محمد علي زم، إصلاحي في حركة الإصلاح الإيرانية شغل مناصب حكومية رفيعة في الثمانينيات والتسعينيات. اختار محمد علي زم اسم «روح الله» لابنه لأنه كان من أنصار روح الله الخميني، مؤسس الجمهورية الإسلامية في إيران، لكن روح الله طلب فيما بعد من صديقه أن يناديه بنعمة. انقلب روح الله زم على المؤسسة بعد احتجاجات الانتخابات الإيرانية 2009–2010، وسُجن في سجن إيفين لبعض الوقت. هرب زم في النهاية من إيران للإقامة في فرنسا.

## الاعتقال والإعدام
حسب ما ذكره مدير المركز الأحوازي للإعلام والدراسات الإستراتيجية حسن راضي الأحوازي أن عملية الاعتقال تمت في مطار بغداد الدولي في أكتوبر 2019 بعد ان قدم من عمان لأجل أداء الزيارة الأربعينية، وهناك تم اعتقاله على الفور في مطار بغداد من قبل المخابرات الإيرانية وثم تم ارساله إلى إيران حيث خضع للمحاكمة وتم الحكم عليه في نوفمبر 2020 بالإعدام بتهمة التجسس و«الإفساد في الأرض». وحسب ما ذكره الأحوازي أن روح الله زم كان قد تلقى دعوة كاذبة من المرجع الشيعي الأعلى علي السيستاني لأجل مقابلته في النجف.

### ردود الفعل
- أدانت الخارجية الفرنسية عملية اعدام روح الله زم ووصفته بالعمل الوحشي.[10]
- أعلنت شبكة مراسلون بلا حدود عن صدمتها على اقدام إيران على عملية الإعدام بالرغم من الضغوط الخارجية عليها واتهمت بإشراف مرشد الثورة علي خامنئي على عملية الإعدام.[11]